# Leonore Gewessler
Leonore Gewessler, née le 15 septembre 1977 à Graz (Autriche), est une femme politique autrichienne, membre du parti Die Grünen.
De 2020 à 2025, elle est ministre fédérale du Climat, de l'Environnement, de l'Énergie, des Mobilités, de l'Innovation et de la Technologie.

## Jeunesse et éducation
Après avoir fait ses classes primaires et secondaires à Graz, Leonore Gewessler obtient un BA en science politique à l'université de Vienne.

## Carrière
Membre des Verts, Leonore Gewessler commence sa carrière à la Fondation verte européenne, une fondation financée par le Parlement européen.
De 2014 à 2019, elle est la directrice politique de l'association environnementale Global 2000 (de) où elle s'est battue contre les accords commerciaux comme l'Accord économique et commercial global (AECG) mais aussi pour la disparition progressive du charbon en Autriche et contre la construction de la troisième piste de l'aéroport de Vienne-Schwechat. Grâce à une pétition signée par 562 552 Autrichiens, elle arrive à faire passer la décision de rejoindre l'AECG à travers un référendum. Le 15 juin 2019, elle quitte son poste à Global 2000 pour se lancer en politique.
Leonore Gewessler se présente aux élections législatives sous la bannière des Verts en Haute-Autriche. Le 6 juillet, elle est élue deuxième sur la liste fédérale avec 94,63 % des voix. Elle entre en fonction au Conseil national le 23 octobre suivant, où elle est vice-présidente du groupe des Verts. Elle quitte le Conseil lorsqu'elle devient ministre.
Le 7 janvier 2020, elle prête serment et devient la nouvelle Ministre fédérale du Climat, de l'Environnement, de l'Énergie, des Mobilités, de l'Innovation et de la Technologie dans le Gouvernement Kurz II nouvellement formé.